# Foot Ball Club Matera 1983-1984
Questa voce raccoglie le informazioni riguardanti il Foot Ball Club Matera nelle competizioni ufficiali della stagione 1983-1984.

## Rosa
| N. |                   | Ruolo | Calciatore          |
| -- | ----------------- | ----- | ------------------- |
| -  | Italia (bandiera) | P     | Angelo Lisanti      |
| -  | Italia (bandiera) | P     | Luigino Mattarollo  |
| -  | Italia (bandiera) | D     | Onofrio Chiricallo  |
| -  | Italia (bandiera) | D     | Luigi De Canio      |
| -  | Italia (bandiera) | D     | Claudio Ghedin      |
| -  | Italia (bandiera) | D     | Antonio La Palma    |
| -  | Italia (bandiera) | D     | Giuliano Pierobon   |
| -  | Italia (bandiera) | C     | Lorenzo Adamo       |
| -  | Italia (bandiera) | C     | Francesco Bottalico |
| -  | Italia (bandiera) | C     | Muzio Di Venere     |
| -  | Italia (bandiera) | C     | Domenico Donvito    |

| N. |                   | Ruolo | Calciatore         |
| -- | ----------------- | ----- | ------------------ |
| -  | Italia (bandiera) | C     | Bruno Incarbona    |
| -  | Italia (bandiera) | C     | Paolo Pavese       |
| -  | Italia (bandiera) | C     | Mauro Ruffelli     |
| -  | Italia (bandiera) | C     | Michele Sassanelli |
| -  | Italia (bandiera) | C     | Donato Tataranni   |
| -  | Italia (bandiera) | A     | Ernesto Apuzzo     |
| -  | Italia (bandiera) | A     | Andrea Cicchetti   |
| -  | Italia (bandiera) | A     | Giuseppe Innella   |
| -  | Italia (bandiera) | A     | Mario Pini         |
| -  | Italia (bandiera) | A     | Luca Piochi        |
| -  | Italia (bandiera) | A     | Antonio Rebesco    |

## Risultati

### Campionato

#### Girone di andata
| 1ª giornata | Matera | 2 – 0 | Centese |  |

| 2ª giornata | Brindisi | 0 – 0 | Matera |  |

| 3ª giornata | Matera | 1 – 1 | Cattolica |  |

| 4ª giornata | Osimana | 1 – 1 | Matera |  |

| 5ª giornata | Matera | 0 – 0 | Martina |  |

| 6ª giornata | Potenza | 1 – 1 | Matera |  |

| 7ª giornata | Matera | 3 – 0 | Ravenna |  |

| 8ª giornata | Teramo | 0 – 2 | Matera |  |

| 9ª giornata | Matera | 2 – 1 | Cesenatico |  |

| 10ª giornata | Jesi | 1 – 0 | Matera |  |

| 11ª giornata | Matera | 0 – 0 | Monopoli |  |

| 12ª giornata | Matera | 3 – 0 | Maceratese |  |

| 13ª giornata | Giulianova | 1 – 0 | Matera |  |

| 14ª giornata | Matera | 2 – 0 | Elpidiense |  |

| 15ª giornata | Vigor Senigallia | 2 – 1 | Matera |  |

| 16ª giornata | Matera | 1 – 0 | Pro Italia Galatina |  |

| 17ª giornata | Forlì | 2 – 1 | Matera |  |

#### Girone di ritorno
| 18ª giornata | Centese | 0 – 0 | Matera |  |

| 19ª giornata | Matera | 1 – 1 | Brindisi |  |

| 20ª giornata | Cattolica | 1 – 0 | Matera |  |

| 21ª giornata | Matera | 2 – 1 | Osimana |  |

| 22ª giornata | Martina | 1 – 0 | Matera |  |

| 23ª giornata | Matera | 0 – 2 (a tavolino) | Potenza |  |

| 24ª giornata | Ravenna | 0 – 0 | Matera |  |

| 25ª giornata | Matera | 0 – 0 | Teramo |  |

| 26ª giornata | Cesenatico | 2 – 1 | Matera |  |

| 27ª giornata | Matera | 0 – 0 | Jesi |  |

| 28ª giornata | Monopoli | 2 – 1 | Matera |  |

| 29ª giornata | Maceratese | 0 – 1 | Matera |  |

| 30ª giornata | Matera | 0 – 0 | Giulianova |  |

| 31ª giornata | Elpidiense | 0 – 0 | Matera |  |

| 32ª giornata | Matera | 0 – 0 | Vigor Senigallia |  |

| 33ª giornata | Pro Italia Galatina | 0 – 0 | Matera |  |

| 34ª giornata | Matera | 1 – 0 | Forlì |  |

### Coppa Italia
|  | Matera | 1 – 2 | Potenza |  |

|  | Matera | 0 – 1 | Monopoli |  |

|  | Barletta | 0 – 0 | Matera |  |

|  | Potenza | 1 – 1 | Matera |  |

|  | Monopoli | 2 – 1 | Matera |  |

|  | Matera | 0 – 1 | Barletta |  |

## Statistiche

### Statistiche di squadra
| Competizione         | Punti | Totale | Totale | Totale | Totale | Totale | Totale |
| Competizione         | Punti | G      | V      | N      | P      | Gf     | Gs     |
| -------------------- | ----- | ------ | ------ | ------ | ------ | ------ | ------ |
| Serie C2             | 35    | 34     | 10     | 15     | 9      | 27     | 20     |
| Coppa Italia Serie C | 2     | 6      | 0      | 2      | 4      | 3      | 7      |

### Statistiche dei giocatori
| Giocatore     | Campionato | Campionato |
| Giocatore     | Pres       | Gol        |
| ------------- | ---------- | ---------- |
| L. Adamo      | 20         | 2          |
| E. Apuzzo     | 33         | 5          |
| F. Bottalico  | 11         | 2          |
| O. Chiricallo | 28         | 0          |
| A. Cicchetti  | 3          | 0          |
| L. De Canio   | 32         | 0          |
| M. Di Venere  | 18         | 0          |
| D. Donvito    | 1          | 0          |
| C. Ghedin     | 27         | 2          |
| B. Incarbona  | 30         | 1          |
| G. Innella    | 21         | 3          |
| A. La Palma   | 24         | 0          |
| A. Lisanti    | 5          |            |
| L. Mattarollo | 30         |            |
| P. Pavese     | 31         | 2          |
| G. Pierobon   | 14         | 0          |
| M. Pini       | 12         | 1          |
| L. Piochi     | 27         | 3          |
| A. Rebesco    | 3          | 0          |
| M. Ruffelli   | 32         | 1          |
| M. Sassanelli | 25         | 3          |
| D. Tataranni  | 13         | 0          |